# Arnulfo da Caríntia
Arnulfo da Caríntia (850 — 8 de dezembro de 899) foi Rei dos Francos Orientais e Imperador dos Romanos até sua morte em 899. Foi também Rei da Baviera e Rei disputado da Itália. 

## História
Sucedeu ao tio, imperador Carlos III quando foi desapossado do império. Carlomano I, seu pai (828-29) de setembro de 880 em Öttingen, era doente crônico. A sua mãe era nobilissima femina ( mulher de alta nobreza). Rei da Baviera em 865, rei dos Francos do Leste 876-880, Rei da Itália 887-880. Tinha, em 850, casado com Litwinde ou Leusinde, filha do conde Ernesto e depois com uma desconhecida de Nordgau.
Arnulfo morreu em 899, estando sepultado em Ratisbona. Foi rei da Germânia ou dos Francos do Leste [887-899], rei da Itália 894-896 e imperador do Sacro Império Romano-Germânico [896-899]. Era ainda duque ou marquês da Caríntia (876-887), dignidade confirmada, quando morreu seu pai em 880, pelo novo rei do Leste e dos francos Luís III. Em 882, prestou homenagem ao imperador Carlos III.
Em 856, Luís, o Germânico, enviou o filho Carlomano ao Ducado da Baviera para trazer essa importante região para o seu controle. No entanto, Carlomano executou uma política tão independente que Luís entendeu isso como uma insurreição. Em 858, Carlomano concluiu a sua própria paz com Rastislau da Morávia, que havia sido combatido durante anos pelos francos orientais. Os anos seguintes foram marcados por rebelião e equilíbrio entre pai e filho. Apenas em 865, Luis se reconciliou permanentemente com Carlomano. Após a morte de Luís, em 876, Carlomano recebeu a Baviera, Panónia e Caríntia, bem como os reinos dos Eslavos, após o que ele, provavelmente atribui no mesmo ano a seu filho Arnulfo um domínio na Caríntia e Panónia.

### Enfraquecimento de Carlos III e elevação a rei de Alnulfo
O reinado de 50 anos de Luís, o Germânico foi excepcionalmente longo. Em resultado, seus filhos chegaram ao poder já em idade avançada. Com sua morte, em 876, ocorreram várias sucessões de governantes a oriente. Semelhante ao Império do Ocidente, o número de reis carolíngios e filhos reais foi reduzido por várias mortes inesperadas. Os filhos mais velhos de Luís, o Germânico, Carlomano e Luís, o Jovem, já haviam morrido em 880 ou 882. Luís, o Jovem, tinha perdido anteriormente seus dois filhos Luís († 879) e Hugo († 880). Isso permitiu a Carlos III, "O gordo", o filho mais novo de Luís, o Germânico, unir por um curto período de tempo, todas as três partes do império sob seu governo. A rápida mudança de governo, assim como as longas permanências de Carlos na Itália e no Ocidente, afetaram, do ponto de vista da Frância Oriental, a continuidade do exercício de poder no Oriente. O casamento de Carlos com a Alemanica Ricarda permaneceu sem filhos, havendo apenas dois filhos reais ilegítimos, Arnulfo e Bernardo, da linha de Luis, o Germânico. Aparentemente, Carlos via claramente uma preferência de Arnulfo como seu sucessor, já que ele não o mencionou em nenhum de seus documentos. Em maio de 887, ele adotou Luís, que tinha apenas seis anos na época, filho de Bosão da Provença, que morreu em janeiro. Naquela época ele sofreu durante algum tempo de graves ataques da doença, aumentando a enfermidade. Ele evidentemente sentiu que não tinha muito mais tempo para viver, porque cerca de 885 encontram-se em seus diplomas em forma evidente numerosas provisões para sua memória da alma. A doença, as ameaças dos normandos, eslavos e morávios e a questão da sucessão não resolvida abalaram a autoridade de Carlos no Reino.
Passou os anos seguintes em constante guerra contra eslavos e homens do norte. Identificado ao desgosto dos bávaros e outros povos, dada a incapacidade do tio Carlos III o Gordo, reuniu um grande exército [887], marchou para Tribur. Carlos abdicou, Arnulfo foi reconhecido rei pelos germanos [887-96]. Foi a primeira ação independente do mundo secular germânico.
Assumindo no verdadeiro golpe de Estado que depôs o tio, era o rei mais forte do Ocidente, pois na parte oriental a herança de Carlos Magno era ainda mais compacta do que no Oeste: havia uma larga rede de abadias, bispados que lhe forneciam recursos materiais e apoio ideológico: os mosteiros de Lobbes, Echternachm Corvey, Reichenau, Fulda ou Prum, as metrópoles de Colônia, Tréveris, Mayence, Magdeburgo, as sés de Metz, Liège, Worms, Paderborn. Em sua época surgiram numerosos reizetes: Berengário de Friul, filho de Everardo de Friul, proclamou-se na Itália; o marquês Rodolfo I, filho de Conrado II, Conde de Auxerre governava a Alta Borgonha; Guido II, filho de Lamberto I , na Gália Bélgica; Eudes, filho de Roberto, o Forte usurpou a monarquia no norte do Loire e Arnulfo se proclamou rei.
Arnulfo permitiu a instalação de Rodolfo na Borgonha, impondo-lhe certos limites; abandonou a Itália à rivalidade mortal entre Guido e Berengário; dois anos depois não impediu a coroação [fim 890] em Valence de Luís III, filho de Boson, como rei da Provença – o protegido de Carlos o Gordo, sobrinho do poderoso Ricardo de Autun. E, depois de se entrevistar com Eudes em Worms, em 24 de junho de 890, permitiria sua nova função como rei da França, sendo coroado de novo em 13 de novembro de 890 em Reims, desta vez com coroa, manto e cetro enviados por Arnulfo.

Território de Arnulfo em 888

Sua autoridade porem não se estendia além da Baviera e se contentou com reconhecimento nominal da supremacia pelos reis que surgiram em vários lugares do Império. Em 891, continuou a lutar contra os homens do norte, ou Viquingues, vencendo-os em Lovaina; prestou assistência efetiva a Zvatorpluk, Rei da Morávia, na luta contra os aristocratas. Convidado pelo Papa Formoso a libertá-lo de Guido III de Espoleto, quando já estava coroado imperador, partiu para a Itália em 894, sitiou Bérgamo, recebeu homenagem de nobres em Pavia. Mas as deserções em seu exercito obrigaram-no a retornar.

### Estrutura de poder e prática de regras

#### Política para os grandes seculares e espirituais
No tempo dos Carolíngios, o rei devia impor regras e fazer implementa-as. O rei carolíngio estava em grande parte sem uma força institucional. Ele tinha de conquistar os outros governantes por consenso ("regra consensual"). Apesar das animadas trocas verbais e escritas entre mensageiros, dadas as dimensões do Reino e as más condições de tráfego, os problemas só podiam ser solucionados em contato pessoal com a participação de todas as pessoas importantes. Em discussões confidenciais com um número limitado de participantes, o consenso era gerado. Através de presentes, promessas e ameaças, o rei era capaz de influenciar essas negociações a seu favor. Ele tinha que recompensar os seus seguidores pelo serviço fiel. Assim Arnulfo entregou um grande número de certificados de doação aos nobres da Baviera. Ao estabelecer consenso, o governante demonstrava a sua capacidade de integração. O grupo de nobres que co-definiu as suas decisões era relativamente pequeno. Dos 150 a 200 ministros clericais e seculares do Império Franco Oriental, apenas uma fracção de importantes decisões políticas estava envolvida. As redes de relacionamento com o rei mudavam constantemente. Um conselheiro dominante não pode ser identificado com Arnulfo. Liutward de Vercelli, que sob Carlos III tinha tido uma confiança extraordinária, após a sua queda não decidiu nem mais um papel. Apenas uma vez - no verão de 888 - ele foi posto à prova por Arnulfo, numa posição completamente insignificante. Provavelmente, o confidente mais próximo entre os grandes foi Leoplodo da Baviera. Ele foi o primeiro Conde da Caríntia em 893 e, em seguida, assumiu uma posição de liderança em toda a área da marca da Baviera.
Embora o Império Franco Oriental tenha formado o reino no poder do rei, não foi, como o Império do Ocidente, determinado pela referência à sua pessoa ou à raça carolíngia. De acordo com o entendimento dos Grandes, um império representava uma entidade independente, que era em última instância a disposição da liderança nobre. Isto foi, em princípio, para provocar não apenas um colapso governante, mas também uma mudança dinástica. Governantes e "convites" para a aquisição vieram no final do período carolíngio, não apenas isolados. Quando, em 888, o Grande Franco ocidental Arnulfo  ofereceu a regra local, por não querer aceitar os herdeiros carolíngios por causa de sua imaturidade, foi recusado. Em vez disso, ele convidou o pretendente não carolíngio Eudo para uma reunião e concluiu em agosto de 888 um pacto de amizade com ele. Em novembro de 888, Eudo foi coroado em Reims com uma coroa, que ele havia recebido de Arnulfo, pela segunda vez rei ocidental, depois de ele ter sido coroado em fevereiro após sua eleição real.
Dos 176 documentos sobreviventes a Arnulfo, 72 foram emitidos nos dois primeiros anos do governo, de 27 de novembro de 887 a 8 de dezembro de 889. Já a partir dos primeiros cem dias (27 de novembro de 887 a 23 de fevereiro de 888), 18 documentos reais foram emitidos. Nenhum outro governante medieval inicial recebeu tantos documentos nos primeiros três meses. Geoffrey Koziol acredita que pesquisas anteriores subestimaram a importância do sistema de documentos carolíngios. Os documentos carolíngios não devem ser considerados meros atos legais na ação administrativa, mas atos importantes da representação do poder e da mídia central da garantia do poder. Na sucessão, elas foram importantes como meio de legitimidade. Eles serviram para construir relacionamentos com os grandes e mostérios do império. Em particular, os primeiros e últimos documentos de um rei eram importantes para legitimação e perda.
De 27%, a proporção de beneficiários seculares é significativamente maior que a de Luís, o Germânico, Luís, o Jovem, ou Carlos III. Arnulfo, que chegou ao poder através da rebelião, tentou ganhar o favor com a ajuda de numerosos diplomas para recebedores seculares. Especialmente no sudeste do império, um grande número de doações para os grande espirituais e secular são concedidas no seu primeiro ano.
Entre os beneficiários estão 130 clérigos, 53 certificados foram emitidos para mosteiros. São Galo foi particularmente favorecido com seis documentos; Reichenau e Fulda receberam cada um quatro, Lorsch e Metten três cada. Corvey, Gandersheim, Prüm, St. Maximin perto de Trier, St. Arnolf em Metz, Ötting e Kremsmünster receberam dois certificados. O Bispo e as dioceses formam com 37 documentos o segundo grande grupo de receptores. Dez documentos foram para arcebispos e bispos, 22 para igrejas ou capelas individuais. Arnulfo equipou especialmente instituições da igreja fora da Baviera para garantir seu apoio. Um dos focos foi Alemannien (St. Gallen e Reichenau) e Lorena.
Arnulfo lutou por um equilíbrio de poder entre os vários grupos de interesse do Reino. No início de seu reinado, ele confiava principalmente nos Conradinianos, que eram ricos no leste da Francônia e Lorena. O destaque desta política, com a qual Arnulfo queria empurrar de volta a influência dos Babenbergs, foi a ocupação da diocese de Würzburg com o mais jovem Conradino Rudolfo. Como resultado, os Conradinos chegaram à mais nobre família do império. No entanto, seu favor maciço desde 892 a Arnulfo foi parcialmente revertido cerca de 895; eles tiveram que colocar suas ambições de volta ao leste.
Para uma estreita cooperação do rei com os bispos, os sínodos eram de particular importância. Entre 873 e 887, nenhuma reunião de bispos foi alcançada apesar de muitos esforços. Sob Arnulfo subiu o número de sínodos e suas decisões; seis sínodos se encontraram de 888 a 895. Ao convocar essas assembleias episcopais, o rei desempenhou um papel importante. Arnulfo poderia usá-los para a representação do poder. Depois de Wilfried Hartmann, os bispos se esforçaram desde 888, no máximo, para ter um bom relacionamento com ele. O auge de sua autoridade alcançou Arnulfo em 895 no Sínodo de Tribur, onde ele presidiu. Os bispos celebraram-no como governante da graça de Deus.
Nos três anos seguintes conseguiu estabelecer um filho seu, bastardo, como rei do distrito mais tarde conhecido como Lorena.
A restauração da paz com os morávios e a morte de Guido prepararam seu retorno exitoso a Itália em 895-6. Chegou a Roma em fevereiro de 896 para combater Agiltrude e seu filho Lamberto II de Espoleto. Foi coroado pelo Papa Formoso em 22 de fevereiro de 896 e seria o último imperador carolíngio.
Partiu para Espoleto para ali estabelecer sua autoridade mas no caminho ficou paralitico como seu pai, e retornou à Baviera, onde morreu.
Casara com Oda ou Ota da Baviera. Deixou três filhos.

## Família
Arnulfo teve dois filhos pré-matrimoniais, Zuentiboldo e Ratoldo, que nasceram antes de 889. Ele também teve uma filha do mesmo nome de uma mulher chamada Ellinrat. O nome de outra filha é desconhecido. Aparentemente ele tinha pelo menos três concubinas. Seu casamento com Oda, de acordo com uma avaliação geral de pesquisa ocorreu no ano de 888 ou pouco depois. Esse casamento deve fortalecer o reinado de Arnolf. Fora disso, no outono de 893, o único filho legítimo era Luís, a criança. Luis foi considerado desde o seu nascimento como futuro herdeiro do trono. A nomeação com um nome de batismo carolíngio em contraste com seus irmãos deixa isso claro. Apesar do nascimento de Luis, os filhos ilegítimos de Arnulfo também deveriam receber o domínio real. Zuentiboldo tornou-se rei na Lorena, e para Ratoldo, a Itália foi aparentemente pretendida como um domínio.